# 佛克比尔反弃兵
法尔克贝尔反弃兵（英語：Falkbeer Countergambit）是國際象棋開局王翼棄兵的一種，走法為：
1.e4 e5 2.f4 d5